# Corey Norman

a Compétitions nationales et continentales officielles uniquement.

b Matchs officiels uniquement.
Corey Norman , né le 3 février 1991 à Redcliffe, est un joueur de rugby à XIII australien au poste d'arrière, de demi de mêlée ou de demi d'ouverture dans les années 2010 et 2020.
Grand espoir des Brisbane Broncos, c'est avec celui-ci qu'il fait ses débuts en National Rugby League lors de la saison 2010. Après quatre saisons, il s'engage durant cinq saisons avec les Parramatta Eels avec lesquels il atteint les demi-finales de NRL en 2017, enfin il passe trois dernières années en NRL avec St. George Illawarra Dragons. Il dispute 228 rencontres de NRL en carrière et y inscrit 227 points. Référence de ces années 2010, il prend part à une reprise au State of Origin en 2019 avec les Queensland Maroons.
En 2022, il accepte de relever un dernier défi en signant pour le club français du Toulouse olympique XIII pour disputer la Super League.

## Biographie
En décembre 2021, après études de quelques offres de NRL et de Super League, Corey Norman annonce sa retraite sportive ne désirant plus poursuivre une carrière professionnelle dans le rugby à XIII. Toutefois, il revient sur sa décision en avril 2022 pour signer pour le club français du Toulouse olympique XIII présidé par Bernard Sarrazain qui vient d'être promu en Super League dans l'objectif de permettre au club de se maintenir dans ce championnat pour sa première participation de son histoire. Norman déclare à ce moment à cette occasion : « Je suis impatient de rejoindre le club et de rencontrer toute l'équipe, les entraîneurs et les supporters. Cela représente une bonne opportunité et en même temps un défi pour moi. Il me tarde aussi d'acquérir l'apprentissage que ce nouveau départ m'apportera ».
Reconnu coupable d'avoir mis un doigt dans les fesses d'un de ses adversaires, Olivier Holmes des Warrington Wolves, lors d'un match de Super League qui s'est déroulé le 12 août 2022, Corey Norman est suspendu pour 8 matchs et doit s'acquitter d'une amende de 500 livres.

## Palmarès

### En sélection

#### En sélection représentatives
Au cours de sa carrière, Corey Norman ne prend qu'à une rencontre du State of Origin avec les Queensland Maroons lors de l'édition 2019. Match décisif pour le titre de cette édition, Norman et le Queensland perdent cette rencontre 20-26.
| Année | Compétition     | Rang    | Résultats Sélection | Résultats Norman | Matchs Norman |
| ----- | --------------- | ------- | ------------------- | ---------------- | ------------- |
| 2019  | State of Origin | Perdant | 1 v, 0 n, 2 d       | 0 v, 0 n, 1 d    | 1/3           |

## Détails

### En club
| Saison | Club                         | Compétition           | Matchs | Points | Essais | Buts | Drop |
| ------ | ---------------------------- | --------------------- | ------ | ------ | ------ | ---- | ---- |
| 2010   | Brisbane Broncos             | National Rugby League | 12     | 4      | 1      | -    | -    |
| 2011   | Brisbane Broncos             | National Rugby League | 9      | -      | -      | -    | -    |
| 2012   | Brisbane Broncos             | National Rugby League | 25     | 44     | 10     | 2    | -    |
| 2013   | Brisbane Broncos             | National Rugby League | 17     | 8      | 2      | -    | -    |
| 2014   | Parramatta Eels              | National Rugby League | 24     | 16     | 3      | 2    | -    |
| 2015   | Parramatta Eels              | National Rugby League | 22     | 12     | 3      | -    | -    |
| 2016   | Parramatta Eels              | National Rugby League | 16     | 4      | 1      | -    | -    |
| 2017   | Parramatta Eels              | National Rugby League | 22     | 15     | 3      | 1    | 1    |
| 2018   | Parramatta Eels              | National Rugby League | 23     | 16     | 4      | -    | -    |
| 2019   | St. George Illawarra Dragons | National Rugby League | 11     | 18     | 1      | 6    | 2    |
| 2020   | St. George Illawarra Dragons | National Rugby League | 18     | 20     | 5      | -    | -    |
| 2021   | St. George Illawarra Dragons | National Rugby League | 22     | 60     | 2      | 25   | 2    |
| 2022   | Toulouse olympique XIII      | Super League          | 11     | 4      | 1      | -    | -    |